# Orfeusz i Eurydyka (obraz Petera Paula Rubensa)
Orfeusz i Eurydyka (niderl. Orpheus leidt Eurydice uit de onderwereld) – obraz autorstwa flamandzkiego malarza Rubensa.

## Geneza
Tematyka obrazu została zaczerpnięta z Metamorfoz Owidiusza. Opisany epizod opowiada o Orfeuszu i jego miłości do Eurydyki. W dniu ich ślubu kobieta zmarła od ukąszenia węża. Orfeusz zrozpaczony udał się do podziemi by wyprosić u Hadesa i Persefony przywrócenie życia ukochanej. Gdy stanął przed obliczem władcy podziemnego świata, zaczął wygrywać na lirze pieśń o powodach swojego przyjścia i miłości do Eurydyki. Jego słowa wzruszyły i poruszyły bogów i wszystkich mieszkańców krainy: 

Wydano Eurydyke trackiemu Orfeuszowi pod warunkiem, że ni spojrzy do tyłu, dopóki nie wyjdzie z doliny Awernu; inaczej dar będzie daremny. (...) I już byli blisko powierzchni ziemi, kiedy Orfeusz, w obawie przed utratą żony, spragniony jej widoku, zwrócił do tyłu zakochane oczy. Wtedy ona osunęła się natychmiast w dół. (Owidiusz, „Metamorfozy” 10, 50-56)

## Opis i interpretacja
Rubens wybrał moment, gdy Orfeusz odzyskawszy ukochaną odchodzi z podziemnego świata. Jego muskularne ciało okrywa czerwona szata. Na ramieniu niesie swój instrument, a zarazem atrybut – lirę. Znając warunek na podstawie którego odzyskał Eurydykę, ukradkiem spogląda kątem oka na dziewczynę, nie odwraca jeszcze głowy, ale trzyma ją za rękę śpiesząc do wyjścia. Eurydyka, wstydliwie zakrywa swe piersi, a prawą ręką podtrzymuje zwiewną białą suknię zakrywającą dolne partie ciała. Jej głowa jest odwrócona, jej oblicze jest radosne, a wzrok skierowany na Persefonę. Ta, w przeciwieństwie do niej, jest wyraźnie zasmucona. Lewą ręką wykonuje gest pożegnania, a na jej twarzy rysuje się smutek. Według legendy Persefona trafiła do świata podziemia wbrew swojej woli, została porwana przez Hadesa. Wspólny los kobiet, które przedwcześnie trafiły przed oblicze Hadesa połączył je niewidzialną więzią emocjonalną. Szczęśliwa Eurydyka odchodzi, nieszczęśliwa Persefona musi pozostać. Reakcji kobiety przygląda się Hades. Na odchodzącą parę patrzy trójgłowy pies Cerber, strażnik podziemi, ukazany u dołu obok tronu.

## Szkic przygotowawczy
Olejny szkic przygotowawczy do tego obrazu z 1636 (o wymiarach 27,6 × 32,3 cm) był przechowywany w Muzeum Sztuki w Zurychu. W styczniu 1985 został skradziony – złodzieje wycięli płótno z ramy.